# Brunoy
Brunoy je južno predmestje Pariza in občina v osrednjem francoskem departmaju Essonne regije Île-de-France. Leta 2009 je naselje imelo 25.339 prebivalcev.

## Geografija
Naselje leži v osrednji Franciji ob reki Yerres 17 km severovzhodno od Évryja in 22 km od središča Pariza.

## Administracija
Brunoy je sedež istoimenskega kantona, del okrožja Évry.

## Zanimivosti
- cerkev sv. Medarda iz 16. stoletja,
- megalitski spomenik La Pierre Fritte,
- obelisk La Pyramide,
- mostova Le Pont de Soulins (1745) in Le Pont Perronet (1780).

## Pobratena mesta
- Corbi (Romunija),
- Espinho (Portugalska),
- Mendoza (Argentina),
- Reigate and Banstead (Združeno kraljestvo),
- Wittlich (Nemčija).